# Caprainea marginata
Caprainea marginata is een springstaartensoort uit de familie van de Sminthuridae. De wetenschappelijke naam van de soort is voor het eerst geldig gepubliceerd in 1893 door Schoett.